# Nagajka

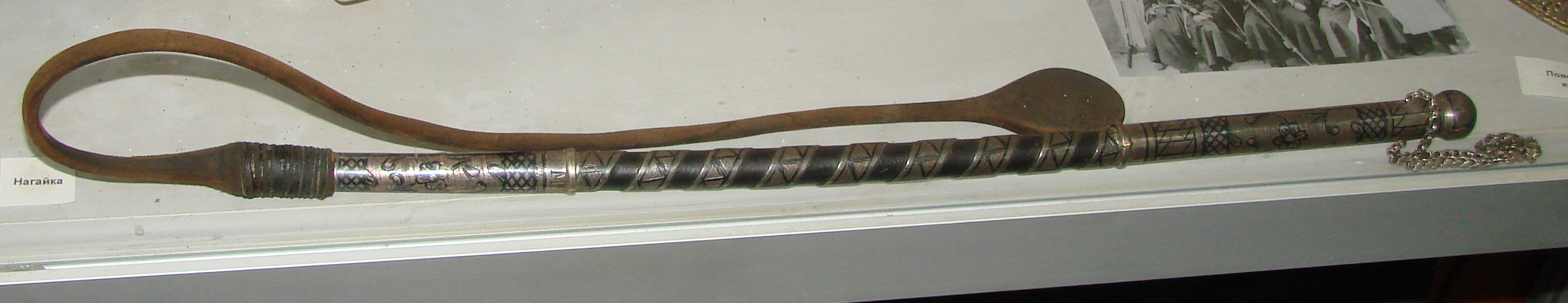
Nagajka

La nagajka (in russo нага́йка?) è una frusta corta e spessa utilizzata dai Cosacchi di Russia, preso in prestito dai Nogai, da cui deriva il nome "(frusta) dei Nogai". Fabbricata partendo da strisce di cuoio intrecciato, sono sovente fissati all'estremità della frusta dei pezzi di metallo appuntiti.

## Tipologia
Ci sono diversi tipi di nagajka: del Don, del Kuban', dell'Ural' e "regolamentare" (in conformità al Regolamento dell'armata imperiale russa). Viene anche denominata kamča (камча), dalla parola turca «kamçı» («frustino»). Quest'ultimo termine è anche utilizzato per designare i frustini utilizzati in Asia centrale.

## Impiego
L'uso principale della nagajka era per sollecitare i cavalli, mentre quelle armate con un pezzo di metallo venivano utilizzate per la difesa contro i lupi. Secondo il Dizionario esplicativo della lingua grande-russa viva di Vladimir Dahl, questo tipo di nagajka viene chiamato volkoboj (волкобой, "uccisore di lupi").
Spesso la nagajka è stata usata come strumento di punizione corporale o come strumento per ripristinare l'ordine pubblico (ad esempio, durante la Rivoluzione russa), dove i cosacchi armati di nagajka divennero il simbolo dell'oppressione zarista. Nel 2005 i Cosacchi vennero riformati ed armati anche con nagajka in aggiunta alle altre armi tradizionali. Nel 2014 membri delle Pussy Riot furono attaccate, durante una manifestazione di protesta, dai Cosacchi, che usarono nagajka e gas al peperoncino.